# Lisa Alborghetti
Lisa Alborghetti (Alzano Lombardo, 19 giugno 1993) è un'ex calciatrice italiana, di ruolo centrocampista.

## Carriera

### Club
Si approccia al mondo del calcio fin dalla tenerissima età frequentando, nel paese di residenza, l'Oratorio Immacolata Alzano di Alzano Lombardo e dove è tesserata dall'età di soli 4 anni. Dal 1997 gioca con i maschi per otto stagioni consecutive mettendosi in luce ed attirando l'attenzione degli osservatori dell'Atalanta.
La società bergamasca con sede ad Almenno San Salvatore nel 2005 le offre un posto nella squadra Giovanissime che Alborghetti accetta iniziando con le nerazzurre un percorso di approfondimento tecnico. La giocatrice rimarrà nell'Atalanta Giovanissime per tre stagioni durante le quali si mette in luce nei tornei regionali e suscitando l'interesse delle società anche del settore giovanile della FIGC.
Nell'estate 2008 le viene proposto di sottoscrivere un contratto dal Brescia con cui disputare da titolare il Campionato Primavera. Alborghetti accetta la proposta delle Rondinelle e affronta un campionato convincente tanto da meritare già nella stagione in corso l'ingresso in prima squadra scendendo quattro volte in campo, tra cui una da titolare, durante la stagione di Serie A2 2008-2009, condividendo così la prima promozione in Serie A e conquistando l'inserimento in rosa con le titolari della squadra neopromossa nella stagione successiva.
Dal campionato 2009-2010 rimane stabilmente in rosa riuscendo ad accrescere il proprio palmarès conquistando prima, nel 2012-2013, la Coppa Italia, e poi, il campionato successivo (2013-2014) il suo primo scudetto. All'agosto 2014 vanta 134 presenze ed uno score di 23 gol realizzati.
Nell'estate 2016 si è accasata all'Apollōn Lemesou. L'avventura cipriota è durata pochi mesi e già nel febbraio 2017 ha lasciato l'Apollōn per tornare in Italia, trovando un accordo con il Mozzanica.
Il 16 luglio del 2018 firma un contratto con la sezione femminile del Milan, in seguito all'acquisizione del titolo sportivo del Brescia femminile, da parte dell'omonimo club professionistico maschile.
Nell'estate del 2019 passa alle cugine dell'Inter, divenendo subito vice-capitano della squadra.
Nel 2021, a seguito del ritiro dal calcio giocato di Regina Baresi, Alborghetti diventa definitivamente il capitano delle nerazzurre.

### Nazionale

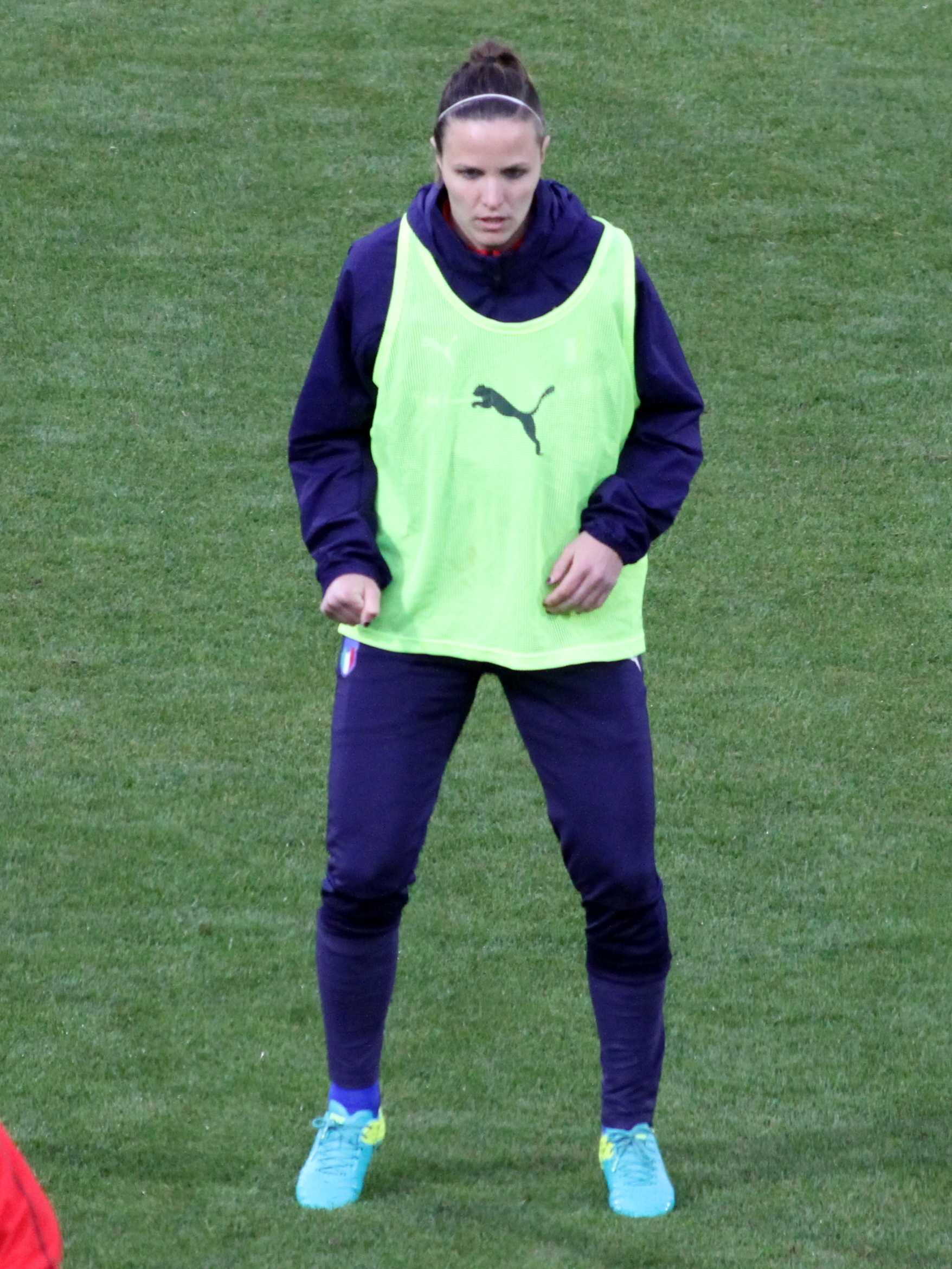
Alborghetti nel pre-partita contro il Belgio

Dal 2008 viene convocata alle selezioni per le giovanili della nazionale di calcio femminile italiana seguendo la trafila delle varie selezioni per età passando dalla Under-17 alla Under-19 ed infine alla Under-20.
Enrico Sbardella la convoca per le fasi di qualificazione del Campionato europeo femminile Under 17 di calcio 2009 che nella fase finale si svolgerà in Svizzera e dove la nazionale è inserita nel Gruppo 2 con le pari età di Azerbaigian, Francia ed Islanda.
Il debutto avviene il 7 ottobre 2008 nella partita contro le azere, incontro che terminerà con la vittoria delle Azzurrine per 3 a 1 con gol siglati da Benedetta De Angelis, Martina Rosucci ed Alessia Longato. Benché al termine della fase eliminatoria l'Italia si classifichi al secondo posto dietro alla Francia il confronto tra le seconde non consentì il passaggio al turno successivo e Alborghetti e compagne dovettero rinunciare al torneo.
Viene nuovamente convocata nella nazionale italiana Under-19 per disputare le qualificazioni nei campionati europei di categoria nel 2010 e 2011.
Nel giugno 2012 il coordinatore delle squadre nazionali giovanili femminili Corrado Corradini la convoca nella nazionale Under-20 che si avvia a giocare nella fase a gironi, Gruppo B, del Mondiale del Giappone Alborghetti scende in campo da titolare in due partite che le Azzurrine giocano nel Gruppo B della Fase a gironi conquistando però un solo punto e concludendo subito l'avventura con l'eliminazione dal torneo.
Nell'agosto 2013 il commissario tecnico Antonio Cabrini la convoca per la prima volta con la nazionale maggiore nel gruppo che dal mese successivo inizierà la fase a gironi delle qualificazioni al Mondiale 2015 del Canada.
Il debutto in maglia azzurra avviene il 20 settembre 2013, quando sostituisce al 75' Sandy Iannella, partita titolare, nel match giocato contro l'Estonia al Lilleküla Stadium di Tallinn e vinta dall'Italia per 5-1.

## Palmarès
- Campionato italiano: 2

Brescia: 2013-2014, 2015-2016
- Coppa Italia: 3

Brescia: 2012-2013, 2014-2015, 2015-2016
- Supercoppa italiana: 2

Brescia: 2014, 2015